# Гаку, Амаду
Амаду́ Гаку́ (фр. Amadou Gakou; род. 25 марта 1940, Дакар) — сенегальский легкоатлет, специалист по бегу на короткие дистанции. Выступал за национальную сборную Сенегала по лёгкой атлетике в период 1964—1972 годов, бронзовый призёр Всеафриканских игр, рекордсмен страны, участник трёх летних Олимпийских игр.

## Биография
Амаду Гаку родился 25 марта 1940 года в Дакаре, Сенегал.
Впервые заявил о себе в лёгкой атлетике на взрослом международном уровне в сезоне 1964 года, когда вошёл в основной состав сенегальской национальной сборной и благодаря череде удачных выступлений удостоился права защищать честь страны на летних Олимпийских играх в Токио. Стартовал здесь в беге на 400 метров, отсеялся уже на предварительном квалификационном этапе.
В 1965 году побывал на Всеафриканских играх в Браззавиле, откуда привёз награду бронзового достоинства, выигранную в беге на 400 метров — в финале уступил только кенийцу Уилсону Кипругуту и ганцу Джеймсу Адди.
Находясь в числе лидеров легкоатлетической команды Сенегала, благополучно прошёл отбор на Олимпийские игры 1968 года в Мехико. В беге на 400 метров прошёл в финал и в решающем забеге финишировал четвёртым — с результатом 45,01 секунды установил национальный рекорд Сенегала, который до сих пор остаётся непобитым. Также стартовал в эстафете 4 × 400 метров, но в данной дисциплине в финал не попал.
В 1972 году отправился представлять страну на Олимпийских играх в Мюнхене. На сей раз в беге на 400 метров остановился на стадии четвертьфиналов.
Приходится двоюродным дедом известной сенегальской бегунье Фату Бинту Фалль, побеждавшей на чемпионате Африки и Всеафриканских играх в 2000-х годах.